# Eleição presidencial da Nigéria em 1979
A eleição presidencial nigeriana de 1979 ocorreu em 11 de agosto e consistiu no 1º pleito presidencial realizado no país desde sua independência do Reino Unido em 1960. 
Em uma disputa bastante concorrida com a postulação de 5 chapas eleitorais eleitoralmente competitivas, nenhum dos candidatos obteve maioria absoluta dos votos do eleitorado nigeriano. Entretanto, Shehu Shagari, candidato do Partido Nacional da Nigéria foi o mais votado, obtendo 33,77% dos votos válidos, saindo-se vencedor da disputa em 9 dos 19 estados nigerianos.

## Resultados eleitorais
| Partido                    | Partido                             | Candidatos                 | Votos      | %     |
| -------------------------- | ----------------------------------- | -------------------------- | ---------- | ----- |
|                            | Partido Nacional da Nigéria         | Shehu Shagari              | 5 688 857  | 33.77 |
|                            | Partido da Unidade da Nigéria       | Obafemi Awolowo            | 4 916 551  | 29.18 |
|                            | Partido do Povo da Nigéria          | Nnamdi Azikiwe             | 2 822 523  | 16.75 |
|                            | Partido da Redenção do Povo         | Aminu Kano                 | 1 732 113  | 10.28 |
|                            | Partido dos Povos da Grande Nigéria | Waziri Ibrahim             | 1 686 489  | 10.01 |
| Total de votos registrados | Total de votos registrados          | Total de votos registrados | 16 846 533 | 100   |
| Eleitorado apto a votar    | Eleitorado apto a votar             | Eleitorado apto a votar    | 48 633 782 | 34.64 |

## Consequências
De acordo com a Constituição de 1979, para ser eleito presidente da Nigéria em primeiro turno, um candidato precisava receber o maior número de votos totais em todo o país, obtendo no mínimo 25% dos votos em 2/3 dos estados. À época, a Nigéria estava subdividida em 19 estados. Dessa forma, o candidato vencedor deveria necessariamente ser o mais votado em 13 estados.
Entretanto, a votação do candidato mais votado Shehu Shagari não havia atingido este patamar constitucional. Obafemi Awolowo, candidato do Partido da Unidade da Nigéria que havia ficado na 2ª colocação do pleito, contestou a vitória de Shagari com base nesse argumento.
O caso foi parar na Suprema Corte da Nigéria, que decidiu a favor do candidato vencedor e permitiu sua posse oficial, argumentando que o NPN teria melhores condições políticas para governar, visto que venceu as eleições legislativas ocorridas 1 mês antes e contava com maioria relativa tanto no Senado da Nigéria quanto na Câmara dos Representantes.